# Tổng sản phẩm trên địa bàn
Tổng sản phẩm trên địa bàn (GRDP - Gross Regional Domestic Product) là kết quả cuối cùng của hoạt động sản xuất thực hiện bởi các đơn vị sản xuất thường trú trên địa bàn nhất định, thường được xem là một vùng, hay Tỉnh, Thành phố trực thuộc trung ương (Việt Nam), thành phố, huyện hoặc xã...cũng có thể là tổng của GRDP mỗi địa bàn cộng lại. GRDP có thể hiểu đơn giản là GDP của một địa bàn nhất định, tuy nhiên tổng GRDP các địa bàn khác nhau trong một quốc gia [về mặt thống kê] có thể không tương thích với GDP quốc gia do có sự không ăn khớp về mặt thống kê. Ở Việt Nam, trên phạm vi cấp tỉnh, GRDP được tính theo phương pháp sản xuất. Theo đó, GRDP bằng tổng giá trị tăng thêm theo giá cơ bản của tất cả các hoạt động kinh tế cộng với thuế sản phẩm trừ đi trợ cấp sản phẩm.
Tại Việt Nam, hiện tính GRDP chỉ tiêu thống kê áp dụng cho cấp tỉnh, không áp dụng cho cấp huyện (đã bỏ, huyện chỉ tính Tổng giá trị sản phẩm địa bàn) hay cấp xã. Cục thống kê các tỉnh thành và Tổng cục thống kê thống kê cả GRDP theo giá hiện hành và theo giá so sánh.
Từ năm 2017, Tổng cục Thống kê sẽ tập trung tính và công bố số liệu GRDP cho các địa phương. Trong năm 2017, các Cục thống kê của 63 tỉnh, thành phố đã cung cấp thông tin đầu vào của 6 tháng, cả năm theo ngành kinh tế để các Vụ Thống kê chuyên ngành và Vụ Hệ thống Tài khoản quốc gia tính giá trị sản xuất và giá trị tăng thêm của tất cả các ngành kinh tế, thuế sản phẩm và GRDP. Rút ngắn khoảng cách chênh lệch số liệu GDP giữa Trung ương và địa phương còn dưới 10%. Trước đây, sự chênh lệch này có thời kỳ lên đến 1,7 - 1,8 lần.
Đối với Việt Nam, chỉ tiêu Tổng sản phẩm trên địa bàn (GRDP) là chỉ tiêu Kinh tế tổng hợp phản ánh giá trị mới tăng thêm của Hàng hóa và Dịch vụ được tạo ra trên địa bàn tỉnh/thành phố trong một thời gian nhất định (6 tháng, năm). Cụm từ "hàng hóa và dịch vụ cuối cùng" được hiểu theo nghĩa không tính giá trị sản phẩm vật chất và dịch vụ sử dụng ở các khâu trung gian trong quá trình sản xuất sản phẩm. Tổng sản phẩm trên địa bàn được tính theo giá hiện hành và giá so sánh. Việc tính toán Tổng sản phẩm trên địa bàn tại Việt Nam có sự giống nhau với một số quốc gia trên thế giới.
Và ở Việt Nam, số liệu về Tổng sản phẩm nội địa (GDP) và Tổng sản phẩm trên địa bàn (GRDP) có những sự khác nhau về phương pháp tính và số liệu tính được.

## Vai trò
Tổng sản phẩm trên địa bàn (GRDP tính toán cho phạm vi cấp tỉnh) là chỉ tiêu đánh giá đúng đắn nhất, tổng hợp quan trọng phản ánh kết quả sản xuất cuối cùng của tỉnh trong một năm. GRDP còn là chỉ tiêu được dùng để đánh giá sự phát triển kinh tế theo thời gian và so sánh quốc tế.
Chỉ tiêu GDP là một chỉ tiêu kinh tế vĩ mô, dùng để xây dựng các chỉ tiêu kinh tế - xã hội, từ đó dùng phân tích kinh tế và hoạch định chiến lược, chính sách phát triển kinh tế - xã hội của phạm vi quốc gia. Đây là chỉ tiêu phù hợp tính toán cho toàn bộ nền kinh tế chứ không phù hợp tính toán cho phạm vi cấp tỉnh.
Tuy nhiên, ở Việt Nam, cấp tỉnh cũng có chức năng quản lý, chỉ đạo và điều hành nhiệm vụ phát triển kinh tế - xã hội, vì vậy, để đáp ứng nhu cầu thông tin phục vụ sự lãnh đạo, chỉ đạo của địa phương, việc tính GDP cấp tỉnh vẫn được thực hiện.
Hàng năm, các tỉnh tiến hành thực hiện tính toán chỉ tiêu đánh giá về Tổng sản phẩm trên địa bàn, ban hành Niên giám thống kê bao gồm các thông số về kinh tế - xã hội. Tổng cục Thống kê (Việt Nam) cũng xuất bản các Niên giám thống kê, mới nhất là Niên giám thống kê 2018.
Mục tiêu của Tổng cục Thống kê (Việt Nam) cho rằng cần phải thực hiện rà soát, đánh giá lại quy mô GDP phải theo quy trình chặt chẽ, khoa học và thống nhất giữa các ngành trong toàn bộ nền kinh tế và thống nhất với kết quả biên soạn GRDP của các địa phương. Thống nhất xem xét, đánh giá lại quy mô GDP từ ngành kinh tế cấp 2, tổng hợp lên ngành kinh tế cấp 1. Riêng ngành Nông, lâm nghiệp và thủy sản thực hiện đánh giá lại từ ngành cấp 3, tổng hợp lên ngành kinh tế cấp 2, cấp 1. Sau đó tổng hợp theo khu vực kinh tế và toàn bộ nền kinh tế.
Thống nhất tính toán toàn bộ hoạt động kinh tế thuộc phạm vi sản xuất theo quy định của Việt Nam.
Thống nhất rà soát theo phương pháp sản xuất, theo giá cơ bản, phù hợp với quy định về phương pháp biên soạn GRDP trong Quyết định số 715/QĐ-TTg.
Thống nhất sử dụng hệ số IC cả nước tính từ hệ số IC năm 2012 theo 8 vùng kết hợp cập nhật quyền số GO hàng năm của 63 tỉnh, thành phố theo ngành kinh tế cấp 2 để phục vụ biên soạn lại GDP.
Thống nhất sử dụng hệ thống chỉ số giá sản xuất (PPI) của cả nước cập nhật quyền số GO hàng năm của 63 tỉnh, thành phố, 8 vùng để xác định chỉ số giá các ngành phục vụ đánh giá lại quy mô GDP.
Theo Tổng cục Thống kê (Việt Nam), hiện tại không còn sự khác biệt lớn giữa quy mô Tổng sản phẩm nội địa của toàn quốc và của tổng GRDP.  Cụ thể, năm 2021, Tổng sản phẩm nội địa Việt Nam, tương đương Tổng sản phẩm trên địa bàn (GRDP) của 63 tình thành Việt Nam. Bên cạnh đó, tốc độ tăng trưởng GDP Việt Nam năm 2021 là 2,58%, phản ánh đúng tốc độ tăng trưởng GRDP các tỉnh thành. Ví dụ, tốc độ thăng trưởng GRDP năm 2021 của một số tỉnh thành là:
- Hải Phòng, tốc độ tăng trưởng GRDP  là 12,38%.[10]
- Bắc Giang, tốc độ tăng trưởng GRDP  là 7,82%.[11]
- Quảng Ninh, tốc độ tăng trưởng GRDP  là 10,28%.[12]
- Bắc Ninh, tốc độ tăng trưởng GRDP  là 6,9%.[13]
- Quảng Nam, tốc độ tăng trưởng GRDP  là 5,04%[14].
- Đà Nẵng, tốc độ tăng trưởng GRDP là 7,86%.[15][16]
- Hà Nội, tốc độ tăng trưởng GRDP  là 2,92%.[17][18]
- Thành phố Hồ Chí Minh, tốc độ tăng trưởng GRDP  là âm 6,78% [19]

Về phương pháp tính và nội dung tính của chỉ tiêu GDP và GRDP là hoàn toàn giống nhau, chỉ khác nhau ở phạm vi tính toán. GDP tính trên phạm vi của một nước, GRDP tính trên một vi của một tỉnh, thành phố nào đó. Nguyên nhân là do có sự chênh lệch rất lớn giữa số liệu tổng cộng GDP địa phương và GDP quốc gia.
Nguồn thông tin đầu vào để tính toán GRDP cấp tỉnh còn nhiều hạn chế, bất cập, dẫn đến việc tính trùng, tính thiếu, chưa thống nhất về phạm vi, nội dung và phương pháp tính.
Các địa phương khi xây dựng các mục tiêu phát triển kinh tế - xã hội luôn đặt ra các con số khá cao, cao hơn nhiều so với mục tiêu GDP toàn quốc. Trong quá trình thực hiện, trong cách tính, các địa phương cũng cố gắng làm sao cho đạt mục tiêu đề ra. Đây chính là nguyên nhân sâu xa nhất dẫn đến chênh lệch giữa GDP địa phương và GDP quốc gia.
Do việc thu thập thông tin của các địa phương đối với đơn vị hạch toán toàn ngành như: Ngân hàng, bảo hiểm, điện lực, bưu chính, viễn thông, an ninh - quốc phòng, thuế nhập khẩu... gặp nhiều khó khăn; Hệ thống chỉ số giá, hệ số chi phí trung gian chưa hoàn thiện và đồng bộ.

## Phương pháp tính
Theo chỉ đạo của Tổng cục Thống kê (Việt Nam), 02 thể loại tính Tổng sản phẩm trên địa bàn (GRDP), bao gồm tính Tổng sản phẩm trên địa bàn theo giá hiện hành và theo giá so sánh. Tình hình hiện tại của Việt Nam thì giá hiện hành được chọn từ Tỉ giá ngoại tệ hằng năm, chủ yếu với Đô la Mỹ. Về giá so sánh thì được so sánh với giá năm 2010. Tổng sản phẩm trên địa bàn (GRDP) theo giá hiện hành thường được dùng để nghiên cứu cơ cấu kinh tế, mối quan hệ tỷ lệ giữa các ngành trong sản xuất, mối quan hệ giữa kết quả sản xuất với phần huy động vào ngân sách. Tổng sản phẩm trên địa bàn (GRDP) theo giá so sánh đã loại trừ biến động của yếu tố giá cả qua các năm, dùng để tính tốc độ tăng trưởng của nền kinh tế, nghiên cứu sự thay đổi về khối lượng hàng hóa và dịch vụ sản xuất ra.
Theo giá hiện hành, có 3 phương pháp tính tổng sản phẩm trên địa bàn, gồm:

### Phương pháp sản xuất
- VA: Tổng giá trị tăng thêm của tất cả các ngành kinh tế (VA = GO - IC).
- GO là giá trị sản xuất, IC là chi phí trung gian
- TNK: Thuế nhập khẩu vào tỉnh/thành phố.
- TC: Trợ cấp sản xuất phát sinh từ các đơn vị thường trú trong tỉnh/thành phố.

### Phương pháp thu nhập
- TNKT: Thu nhập của người lao động từ sản xuất (bằng tiền và hiện vật quy ra tiền). Tổng thu nhập từ các hoạt động kinh tế hợp pháp (bao gồm: Sản xuất kinh doanh và cả sản xuất  mang tính tự sản, tự tiêu) của các lao động trong tỉnh, bao gồm: Tổng cộng toàn bộ số tiền và giá trị hiện vật của lao động thu được trong thời kỳ (năm) nghiên cứu, như: Tiền lương, tiền công, tiền thưởng, tiền ăn ca, tiền đóng Bảo hiểm xã hội, Bảo hiểm y tế, Bảo hiểm thất nghiệp và đóng công đoàn phí do chủ sử dụng lao động chịu trách nhiệm đóng góp cho người lao động, tiền do Bảo hiểm xã hội chi trả nghỉ ốm đau, thai sản,... cho người lao động; Thu nhập hỗn hợp bao gồm tiền và giá trị hiện vật thu từ sản xuất kinh doanh của các hộ dân cư, các trang trại, các doanh nghiệp tư nhân trong tỉnh sau khi lấy tổng thu từ sản xuất kinh doanh trừ đi tổng chi phí sản xuất kinh doanh (gồm chi nguyên nhiên vật liệu; chi dịch vụ thuê ngoài; thuế, phí phải nộp,...) tương ứng với phạm vi thu từ sản xuất kinh doanh đó của các đơn vị đó trong năm.[20]
- TSX: Thuế sản xuất (đã trừ phần trợ cấp cho sản xuất).
- KH: Khấu hao tài sản cố định dùng trong sản xuất.
- LN: Thặng dư sản xuất hoặc thu nhập hỗn hợp của tỉnh/thành phố.

### Phương pháp sử dụng
- TDCC: Tiêu dùng cuối cùng của hộ gia đình và chính quyền địa phương.
- TLTS: Tích lũy tài sản (tài sản cố định, tài sản lưu động và tài sản quý hiểm).
- CLXNK: Chênh lệch xuất, nhập khẩu hàng hóa và dịch vụ của các đơn vị thường trú trong tỉnh/thành phố.

Về mặt lý thuyết thì có thể tính tổng sản phẩm trên địa bàn theo 03 phương pháp như trên. Tuy nhiên, trong thực tế hiện nay để tính cho một tỉnh/thành phố thì nguồn thông tin rất hạn chế và chưa đủ điều kiện để có thể vận dụng cả 03 phương pháp như đối với toàn bộ nền kinh tế nên việc tính tổng sản phẩm trên địa bàn tỉnh/thành phố chủ yếu theo phương pháp sản xuất.
Theo giá so sánh, Tổng sản phẩm trên địa bàn (GRDP) theo giá so sánh được tính qua những bước trung gian. Vì chỉ tiêu tổng sản phẩm trên địa bàn hoặc giá trị tăng thêm không thể phân tích được thành các yếu tố giá và lượng, nên không có chỉ số giá phù hợp để giảm phát trực tiếp nên được tính gián tiếp bằng hiệu giữa giá trị sản xuất theo giá so sánh và chí phí trung gian theo giá so sánh (Phương pháp tính tổng sản phẩm trên địa bàn theo giá so sánh bằng phương pháp sản xuất).

## GRDP bình quân đầu người
Tổng sản phẩm trên địa bàn bình quân đầu người (GRDP bình quân đầu người) là một trong những chỉ tiêu thống kê kinh tế tổng hợp quan trọng phản ánh kết quả sản xuất tính bình quân đầu người trong một năm. GRDP bình quân đầu người còn là chỉ tiêu được dùng để đánh giá sự phát triển kinh tế theo thời gian và so sánh quốc tế.
Còn Tổng sản phẩm trên địa bàn bình quân đầu người 01 năm (Ngành Thống kê công bố theo quy định) được tính bằng cách chia Tổng sản phẩm trên địa bàn trong năm cho dân số trung bình trong năm tương ứng. Tổng sản phẩm trên địa bàn bình quân đầu người có thể tính theo giá thực tế, tính theo nội tệ hoặc ngoại tệ (bằng USD theo tỷ giá hối đoái thực tế hoặc tỷ giá sức mua tương đương); cũng có thể tính theo giá so sánh để tính tốc độ tăng.
Công thức tính:

## GRDP và GRDP bình quân đầu người các tỉnh
- Danh sách đơn vị hành chính Việt Nam theo GRDP
- Danh sách đơn vị hành chính Việt Nam theo GRDP bình quân đầu người

## Tư liệu
- Niên giám thống kê Việt Nam năm 2020, Tổng cục Thống kê Việt Nam
- Niên giám thống kê Hà Giang năm 2018, Cục thống kê Hà Giang
- Niên giám thống kê Quảng Bình năm 2018, Cục thống kê Quảng Bình